# غراهام هاوكس
غراهام هاوكس (بالإنجليزية: Graham Hawkes)‏ هو مهندس بريطاني، ولد في 23 ديسمبر 1947 في لندن في المملكة المتحدة.

## وصلات خارجية
- غراهام هاوكس على موقع IMDb (الإنجليزية)
- غراهام هاوكس على موقع قاعدة بيانات الفيلم (الإنجليزية)